# Amir Ghafur
Amir Ghafur (pers. امیر غفور; ur. 6 czerwca 1991 w Kaszanie) – irański siatkarz, grający na pozycji atakującego. 

## Sukcesy klubowe
Liga irańska:
- 2016, 2017

Puchar Challenge:
- 2019

Klubowe Mistrzostwa Świata:
- 2019

Puchar Włoch:
- 2020

Puchar Rumunii:
- 2024[3]

Liga rumuńska:
- 2024[4]

## Sukcesy reprezentacyjne
Mistrzostwa Azji Kadetów:
- 2008

Mistrzostwa Świata Kadetów:
- 2009

Mistrzostwa Azji:
- 2011, 2013, 2019

Igrzyska Azjatyckie:
- 2014, 2018

Puchar Wielkich Mistrzów:
- 2017

## Nagrody indywidualne
- 2011: Najlepszy serwujący Mistrzostw Świata Juniorów
- 2013: Najlepszy atakujący Mistrzostw Azji
- 2023: Najlepszy atakujący Klubowych Mistrzostw Azji[5]